# Vällingtjärnen
Vällingtjärnen är en sjö i Vindelns kommun i Västerbotten och ingår i Sävaråns huvudavrinningsområde. Sjön är 5 meter djup, har en yta på 0,0751 kvadratkilometer och befinner sig 274,1 meter över havet.

## Delavrinningsområde
Vällingtjärnen ingår i det delavrinningsområde (714232-170388) som SMHI kallar för Mynnar i Sävarån. Medelhöjden är 284 meter över havet och ytan är 15,53 kvadratkilometer. Det finns inga avrinningsområden uppströms utan avrinningsområdet är högsta punkten. Vattendraget som avvattnar avrinningsområdet har biflödesordning 2, vilket innebär att vattnet flödar genom totalt 2 vattendrag innan det når havet efter 76 kilometer. Avrinningsområdet består mestadels av skog (74 procent) och sankmarker (23 procent). Avrinningsområdet har 0,15 kvadratkilometer vattenytor vilket ger det en sjöprocent på 1 procent.